# Weißweinsauce

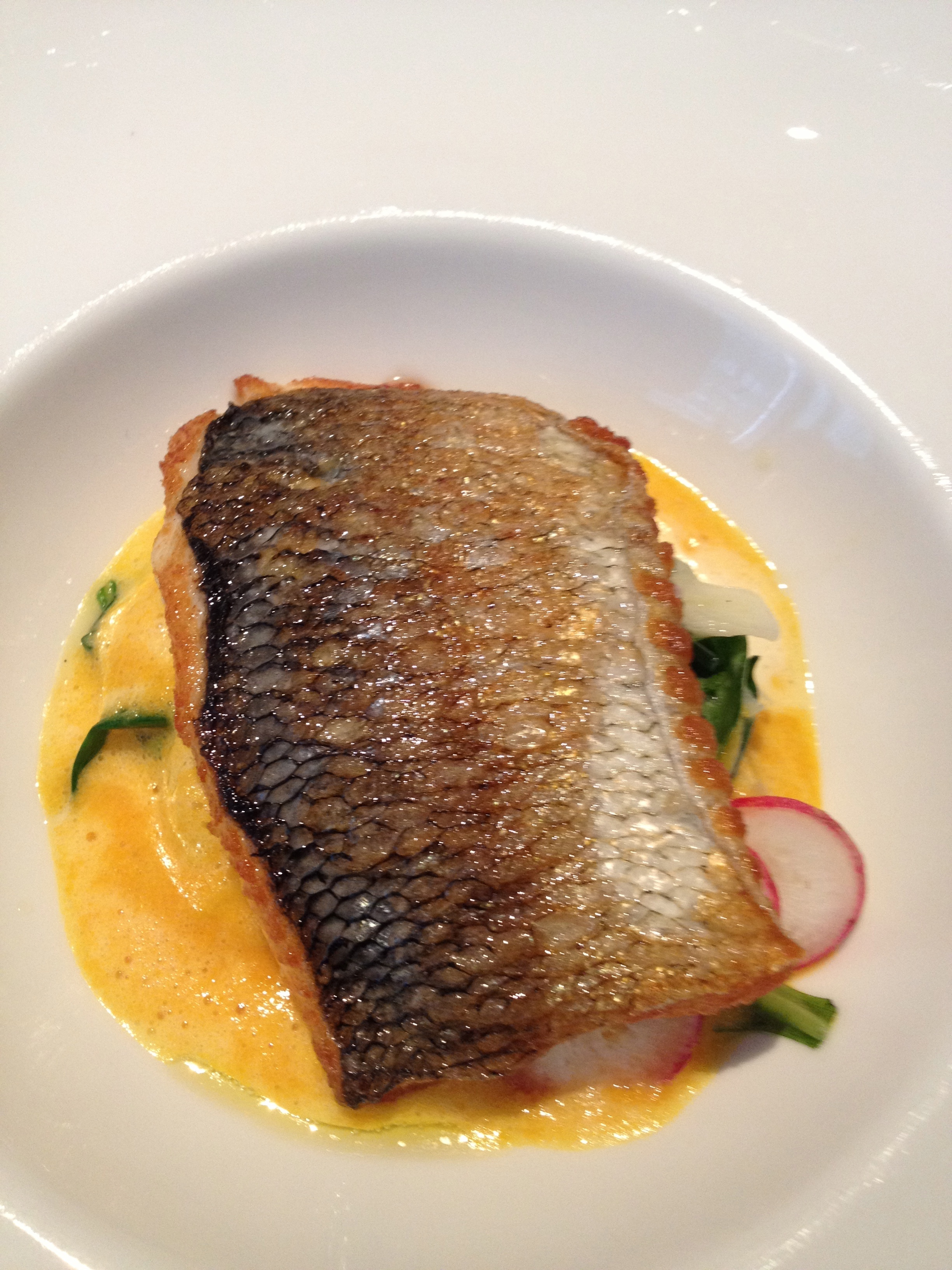
Fisch mit Weißweinsauce

Als Weißweinsauce (franz. Sauce au vin blanc; auch Fischsauce) bezeichnet man verschiedene warme Saucen auf der Basis von Fischvelouté und Weißwein, die mit Butter montiert werden. Sie werden als Beilagensauce für gekochte und pochierte Fischgerichte verwendet. 
Ableitungen aus der Weißweinsauce sind beispielsweise Sauce bonne femme und Sauce vénitienne.  
Bei anderen Ableitungen der Weißweinsauce wird die frische Butter mit der namensgebenden Butter ersetzt: 
- Krebssauce: mit Krebsbutter montiert und Krebsschwänzen als Einlage
- Hummersauce: mit Hummerbutter montiert und Cognac verfeinert
- Sardellensauce: mit Sardellenbutter montiert und Sardellenfilets als Einlage.

## Belege
- F. Jürgen Herrmann (Hrsg.): Herings Lexikon der Küche. 25., überarbeitete Auflage. Fachbuchverlag Dr. Pfanneberg, & Co., Gießen 2012, ISBN 978-3-86820-344-8, S. 77.
- Franz Maier-Bruck: Klassische Österreichische Küche. Seehamer Verlag, 2003, ISBN 3-932131-98-3, S. 160.